# Boxe russe
La boxe russe (russe : Кулачный бой, pugilat) est la forme traditionnelle de boxe en Russie.

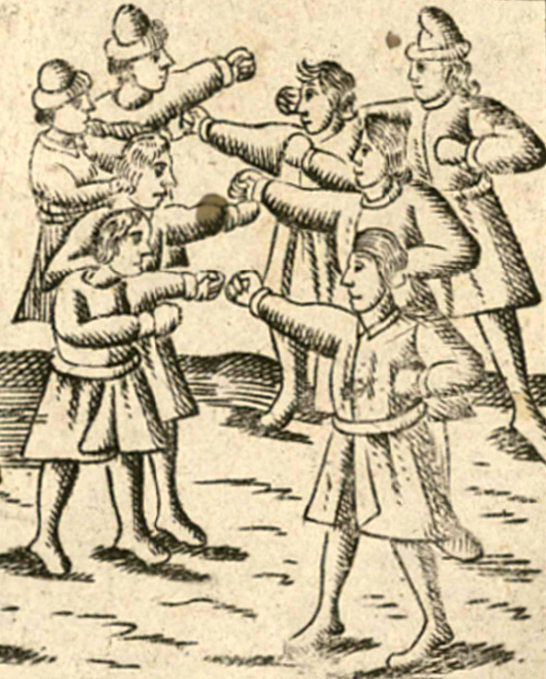
Illustration datant de 1700 environ.
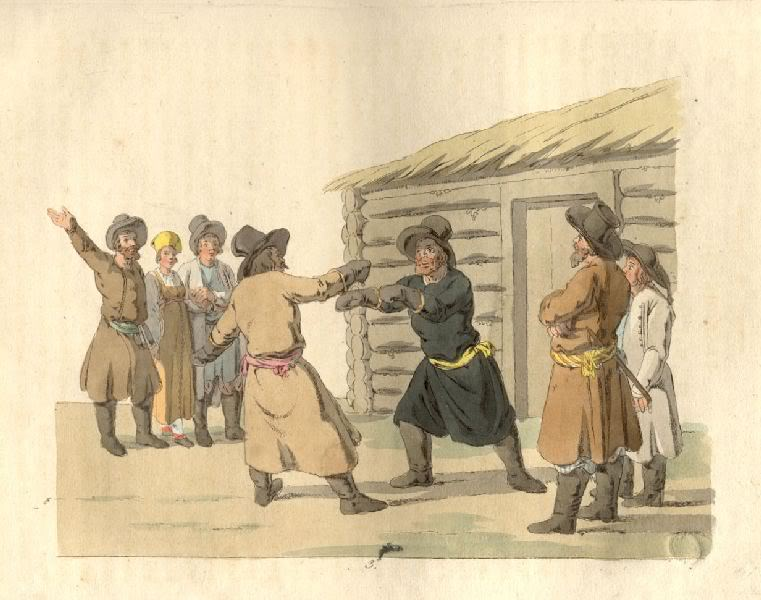
Illustration de Christian Gottfried Heinrich Geißler (de) de 1805.
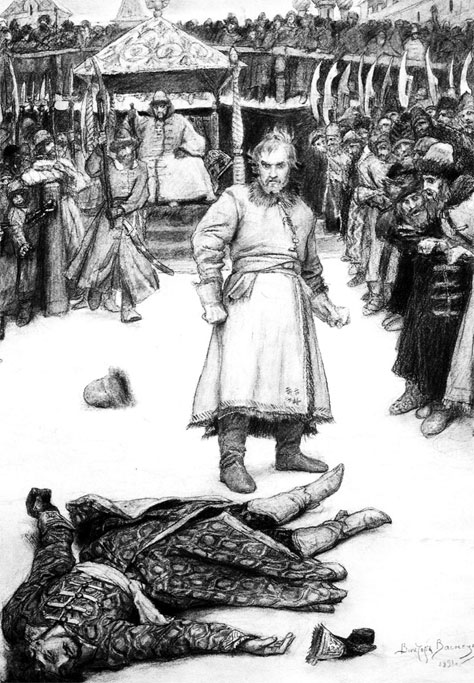
Illustration de Victor Vasnetsov

## Source de la traduction
- (en) Cet article est partiellement ou en totalité issu de l’article de Wikipédia en anglais intitulé « Russian fist fighting » (voir la liste des auteurs).